# Zwartkapmierpitta
De zwartkapmierpitta (Myrmothera fulviventris synoniem: Hylopezus fulviventris) is een zangvogel uit de familie Grallariidae. De vogel werd in 1858 door de Engelse dierkundige Philip Lutley Sclater geldig beschreven.

## Kenmerken
De vogel is 14,5 cm lang. Van boven is deze soort donker grijsbruin, de kruin en de oorstreek zijn donkergrijs. De borst is licht oranje met donkere streepjes, de flanken en onderbuik zijn oranje gekleurd.

## Verspreiding en leefgebied
Deze soort telt twee ondersoorten:
- M. f. caquetae: zuidoostelijk Colombia.
- M. f. fulviventris: oostelijk Ecuador en noordoostelijk Peru.

De leefgebieden liggen in vochtig, tropisch natuurlijk bos, bij voorkeur in de nabijheid van moerassen tot op 800 meter boven zeeniveau.

## Status
De grootte van de populatie is niet gekwantificeerd maar de soort wordt omschreven als schaars en met een versnipperde verspreiding. Op de Rode lijst van de IUCN heeft deze soort de status niet bedreigd.